# Töysä
Töysä – dawna gmina w Finlandii, położona w zachodniej części państwa, należąca do regionu Ostrobotnia Południowa. 1 stycznia 2013 roku została włączona do gminy Alavus.
W momencie fuzji gminę zamieszkiwało 3 120 osób.